# Heterusia repagulata
Heterusia repagulata là một loài bướm đêm trong họ Geometridae.